# اوشبوتل
اوشبوتل (به آلمانی: Oeschebüttel) یک شهر در آلمان است که در اشتاینبورگ واقع شده‌است. اوشبوتل ۲۱۱ نفر جمعیت دارد.